# Zespół popropofolowy
Zespół popropofolowy (PRIS, z ang. Propofol Infusion Syndrome) – rzadki zespół chorobowy występujący u pacjentów poddanych długotrwałemu leczeniu dużymi dawkami propofolu (>4 mg/kg/h przez >48 h). Charakteryzuje się m.in. rabdomiolizą, kwasicą metaboliczną, hepatomegalią, hiperkaliemią, lipemią, uszkodzeniem nerek i serca. Może prowadzić do śmierci.
Patofizjologia polega na zaburzeniu metabolizmu kwasów tłuszczowych w mitochondriach.
Prawdopodobieństwo wystąpienia PRIS wynosi <0,37%. Występuje częściej u pacjentów w stanie krytycznym oraz otrzymujących katecholaminy i GKS (glikokortykosteroidy).
Dla uniknięcia PRIS zaleca się unikanie długotrwałego podawania propofolu oraz obserwowanie pacjentów. W razie wystąpienia objawów należy przerwać podawanie leku i stosować leczenie podtrzymujące.